# Diamantensteuerverordnung

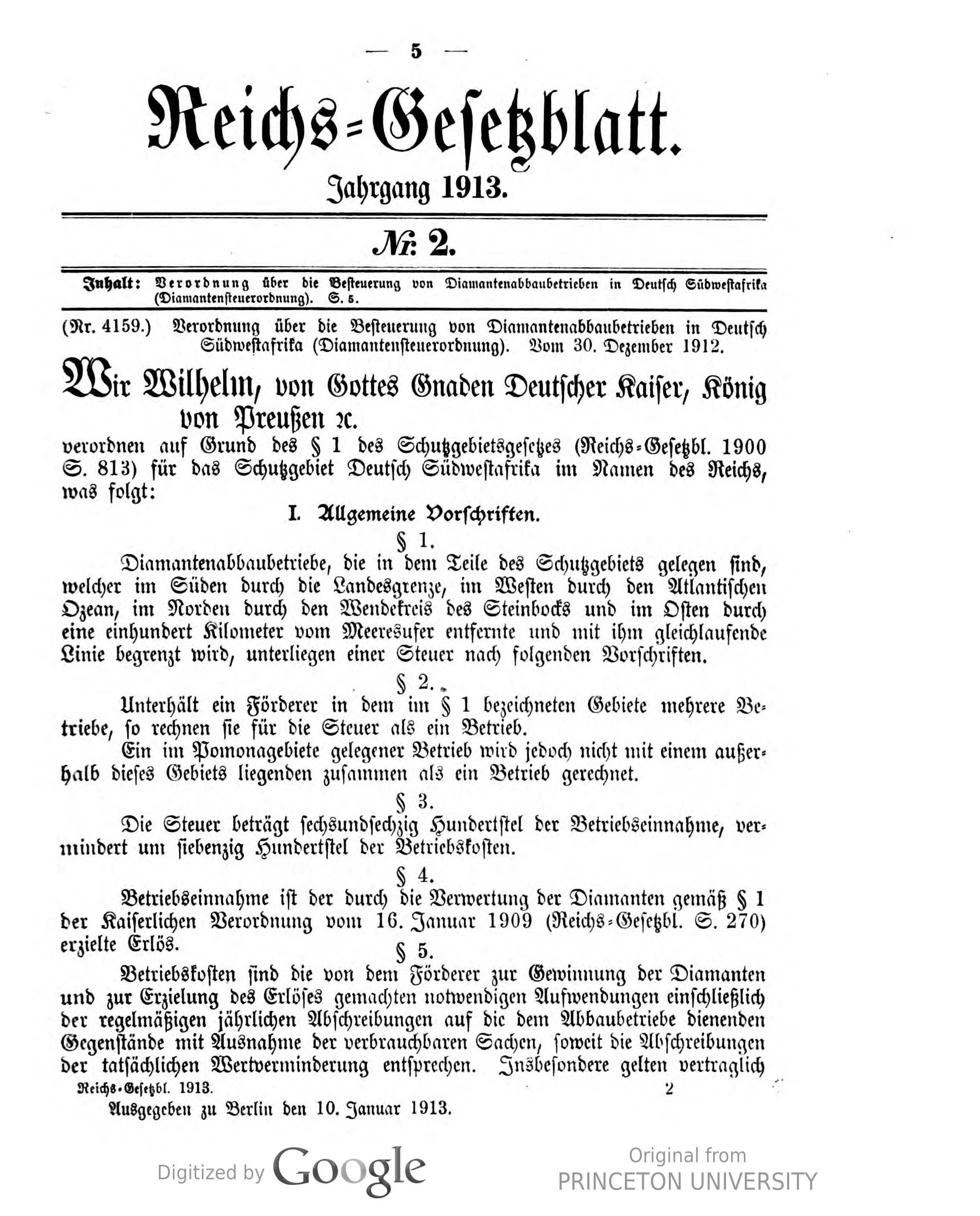
Diamantensteuerverordnung vom 30. Dezember 1912, RGBl. 1913 Nr. 2

Die Diamantensteuerverordnung, Langtitel Verordnung über die Besteuerung von Diamantenabbaubetrieben in Deutsch-Südwestafrika, war eine kaiserliche Verordnung, die ab Januar 1913 die steuerliche Behandlung von Diamanten aus Teilen des Schutzgebietes Deutsch-Südwestafrika regelte. Rechtsgrundlage war § 1 des Schutzgebietsgesetzes (SchGG).
Die Diamantensteuerverordnung trat an die Stelle von verstreuten Vorschriften, mit denen zuvor die Besteuerung von Diamantenabbaubetrieben in Deutsch-Südwestafrika vorgenommen worden war (§ 41).
Nach § 1 der Diamantensteuerverordnung wurde eine Steuer auf solche Rohdiamanten erhoben, die in einem Gebiet betrieblich gefördert oder eingesammelt wurden, das sich von der Atlantikküste aus 100 Kilometer in das Landesinnere erstreckte und in der Breite vom Wendekreis des Steinbocks und der vom Oranje gebildeten südlichen Schutzgebietsgrenze eingegrenzt wurde. Darin befanden sich auch das besonders schürfergiebige Pomona-Gebiet und die Kolmannskuppe.
Als Steuerjahr wurde jeweils das Geschäftsjahr des Diamantenförderers zu Grunde gelegt (§ 13). Der jährliche Steuersatz lag gemäß den §§ 3 – 7 bei 66 Hundertsteln der Betriebseinnahme abzüglich von 70 Hundertsteln der dazu aufgewendeten Betriebskosten. Für die „Feststellung und Erhebung“ der Steuer war „die mit der Vermittelung der Verwertung der Diamanten betraute Stelle als Beauftragte des Gouverneurs“ zuständig (§ 9).
Neben ausführlichen Durchführungsvorschriften zum Steuerverfahren, enthielt die Verordnung Ermächtigungen zum Erlass von weiteren „Ausführungsbestimmungen“ (§ 31) sowie „Strafbestimmungen“, die ein Strafmaß von deliktsabhängigen Geldstrafen bis zu Gefängnisstrafen von bis zu drei Monaten umfassten (§§ 33 ff.).
Die Durchführung der Verordnung wurde durch den Ausbruch des Ersten Weltkrieges erheblich erschwert und kam 1915 mit der Besetzung Deutsch-Südwestafrikas durch die Südafrikanische Union zum Erliegen. Mit dem endgültigen Verlust der deutschen Kolonien durch den Versailler Vertrag wurde die Diamantensteuerverordnung obsolet und 1919 aufgehoben.